# Фулу
Фулу 符籙 — китайская разновидность амулета: письменная форма магического заклинания, также назыв. фу или шэньфу 神符. Широко используется в народных религиях Восточной Азии, где фигурирует как медицинское или экзорсистское средство.

## Развитие практики
Наиболее ранние свидетельства об использовании фу в качестве магического инструмента стали известны благодаря открытиям в Шуйхуди и Мавандуй. Согласно классическим текстам, фу доимперской и ранней имперской эпох имели административную функцию: они представляли собой документ-предписание, выполненный в двух экземплярах; один сохранялся в архиве, а другой выдавался чиновнику в качестве свидетельства о полученных полномочиях. В военном деле они обычно имели форму верительных бирок из бамбука или дерева, однако материал и функции подобных документов были более широкими (напр., сюй 繻, шелковый аналог фу). Примером исключительной формы фу в эп. Воюющих царств стали т. н. хуфу zh:虎符, бронзовые ярлыки в форме тигра.
Фу также выступали важным понятием в ранней китайской эпистемологии, например, как образ соответствия между намерением и словом.
Первое классическое упоминание о фу в магико-религиозном значении встречается в Хуайнань-цзы, гл. «Бэньцзин».
Упоминания фу содержатся в трактате Иньфуцзин.

## Упоминания в художественной литературе
- Гунсунь Шэн, ученик даосского наставника Ло, в романе «Речные заводи».